# Liu xing chui

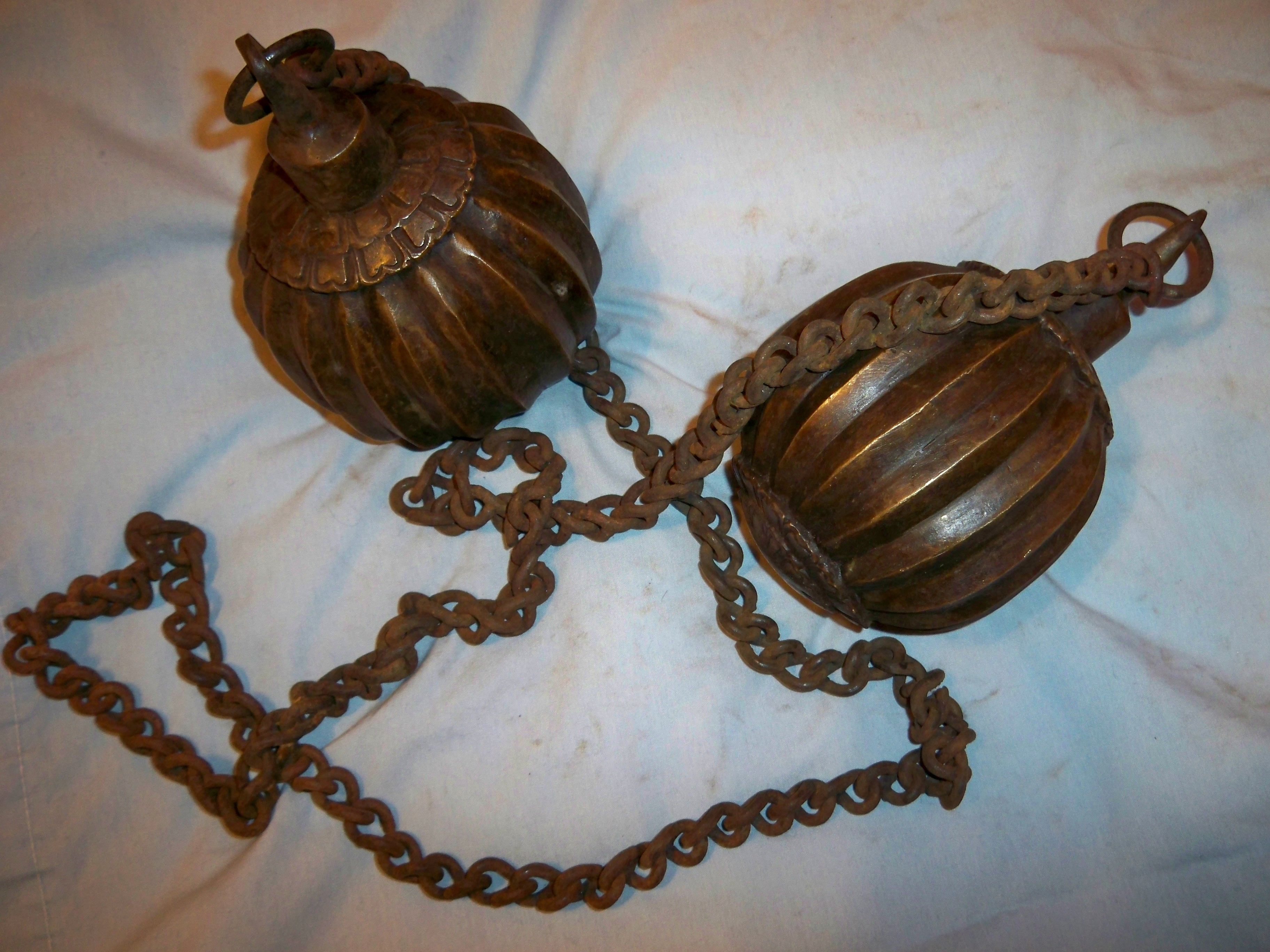
Martillos meteoro de hierro.

El liu xing chui (流星錘, liu xīng chuí), conocido popularmente como martillo meteoro o simplemente meteoro, es un arma de las artes marciales de China, consiste en uno o dos pesos conectados por una larga cuerda o cadena. Es llamado también dai chui, martillo volador o puño de dragón.

## Trasfondo
El martillo meteoro es concebido como un arma defensiva usada para sorprender al otro, gracias a su flexibilidad de uso, ya que su principal ventaja es, al igual que los nunchakus, su velocidad y versatilidad. Al parecer, su nombre deriva de la expresión "rápido como un meteoro".[cita requerida]
El uso del martillo meteoro incluye hacerlo girar alrededor del usuario a gran velocidad antes de descargar el peso de su extremo por cualquier ángulo. En caso de la versión de dos cabezas, una puede usarse con propósitos ofensivos, mientras que la otra es usada para defender, repeliendo ataques o enrollándose alrededor del arma del oponente para desarmarlo. Cuando es usado por un luchador hábil, la rapidez y los ataques impredecibles del martillo meteoro hacen que sea un arma difícil de defenderse de ella. El martillo meteoro puede girar alrededor de cualquier parte del cuerpo del usuario, tal como brazos, piernas, torso o similar, y puede desenrollarse de manera rápida para descargar un golpe veloz con el peso del extremo.

## Composición
Hay dos tipos de liu xing chui: una versión de dos pesos (la más usual) y otra de uno solo.

### Dos pesos
La versión de dos pesos se compone de una cuerda o cadena de entre dos y tres metros con un peso esférico de metal en cada extremo. A pesar de que el peso de cada esfera suele ser mayor que el del jōhyō, la diferencia de peso suele ser mínima. De hecho, algunas versiones son incluso más ligeras, normalmente usadas en prácticas y en combates de wushu.

### Un peso
La versión de un solo peso de esta arma es usada de igual forma al jōhyō. La diferencia principal entre estas armas es que la pesa del extremo del liu xing chui es esférica, y no punzante como la del johyo. El peso de esta sola pesa puede llegar a los tres kilos. La cuerda o cadena puede medir hasta cinco metros, en contraste con el johyo, en el que no suele pasar de 3,6 metros. Debido a sus características, el liu xing chui de un solo peso puede ser un arma ofensiva muy efectiva, a pesar de la dificultad que conlleva su control. En la actualidad, esta versión es raramente usada, ya que su uso es más complejo.